# NGC 2610
NGC 2610 – mgławica planetarna położona w gwiazdozbiorze Hydry. Została odkryta 31 grudnia 1785 roku przez Williama Herschela.